# Pseudostellaria ebracteata
Pseudostellaria ebracteata är en nejlikväxtart som först beskrevs av Vladimir Leontjevitj Komarov, och fick sitt nu gällande namn av N.S. Pavlova. Pseudostellaria ebracteata ingår i släktet Pseudostellaria och familjen nejlikväxter. Inga underarter finns listade i Catalogue of Life.